# 1820 au théâtre
| Années du théâtre : 1817 - 1818 - 1819 - 1820 - 1821 - 1822 - 1823    |
| Décennies du théâtre : 1790 - 1800 - 1810 - 1820 - 1830 - 1840 - 1850 |

## Événements
- 23 décembre : inauguration du Théâtre du Gymnase à Paris, boulevard de Bonne-Nouvelle, afin de servir d'abord de lieu d'entraînement pour les élèves du Conservatoire ; il devient l'une des scènes du théâtre de vaudeville[1].
- Honoré de Balzac écrit son premier texte : Cromwelll, tragédie en cinq actes et en vers ; c'est un échec, la pièce est refusée par le comité de lecture du Théâtre-Français et devient irreprésentable dans le climat né de l’assassinat du duc de Berry le 13 février 1820[2],[3].

## Pièces de théâtre représentées
- 26 août : L'Amant somnambule, ou le Mystère, comédie-vaudeville de Philippe-Amédée Roustan et Saint-Ange Martin, Théâtre de la Porte-Saint-Martin, Paris.
- 10 octobre : L'Intrigue à l'auberge, ou les Deux Élisa, comédie d'Alexandre Barginet et Philippe-Amédée Roustan, Théâtre de la Gaîté, Paris.
- 2 décembre : Le Maréchal et le Soldat, vaudeville de Bernard-Léon et Alexandre-Marie Maréchalle, Théâtre de la Porte-Saint-Martin, Paris.
- Clari (ballet) (ru), ballet-pantomime de Louis Milon, musique de Rodolphe Kreutzer,  Salle Favart, Paris.

## Naissances
- 2 février : Marius Bourrelly, poète et dramaturge français d'expression provençale, mort le 15 mars 1896.
- 23 février : David Kalisch, dramaturge allemand, mort le 21 août 1872.
- 12 mars : Saint-Agnan Choler, dramaturge français, mort le 10 novembre 1880.
- 17 septembre : Émile Augier, poète et dramaturge français, mort le 26 octobre 1889.
- 18 décembre : Honoré-Marie-Joseph Duveyrier dit Mélesville fils, auteur dramatique français, mort le 6 février 1904.

## Décès
- 2 mars : Pierre-Louis Moline, dramaturge et librettiste d’opéras français, né le 27 mai 1739.
- 9 juin : Judith Sargent Murray, écrivaine et essayiste américaine, auteure de 3 pièces de théâtre, née le 1er mai 1751
- 8 août : Étienne Vigée, écrivain et dramaturge français, né le 2 décembre 1758.
- 18 août : Michel de Cubières, écrivain et dramaturge français, né le 27 septembre 1752.